# (You Drive Me) Crazy
«(You Drive Me) Crazy» (с англ. — «Ты сводишь меня с ума») — песня американской певицы Бритни Спирс из её дебютного альбома ...Baby One More Time (1999), выпущенная 23 августа 1999 года на лейбле Jive Records в качестве третьего сингла в поддержку пластинки. Композиция была написана Максом Мартином, Пер Магнуссоном и Дэвидом Крюгером, а также Йоргеном Элофссоном и Кирком Хербстрейтом. Для саундтрека к фильму «Сведи меня с ума» Макс Мартин и Рами Якуб сделали на песню ремикс. «(You Drive Me) Crazy» — композиция в стиле тин-попа с элементами R&B и рока. Песня получила положительные отзывы от музыкальных критиков, которые высоко оценили её за простоту и отметили сходство с дебютным синглом Спирс, «…Baby One More Time».
«(You Drive Me) Crazy» имела коммерческий успех и попала в первую десятку чартов семнадцати стран. В Великобритании песня стала третьим подряд синглом Спирс, попавшим в первую пятёрку хит-парада. В США, в Hot 100, сингл достиг 10 места, а в Бельгии песня возглавила чарт. В видеоклипе, снятом Найджелом Диком, Спирс сыграла официантку танцевального клуба и исполнила в нём хореографический номер. Премьера клипа состоялась на шоу MTV Making the Video; небольшие роли в видео сыграли актёры Мелисса Джоан Харт и Эдриен Гренье. В рамках промокампании Спирс исполнила песню на премиях Billboard Music Awards и MTV Europe Music Awards в 1999 году. Она также выступала с песней во время пяти мировых туров.

## Запись
До записи дебютного альбома Спирс представляла себя, исполняющую «музыку Шерил Кроу, но моложе, и музыку для более взрослой аудитории». Однако, певица согласилась с мнением её продюсеров, которые считали объективным ориентироваться на подростковую аудиторию в то время. Она отправилась в Швецию, в Стокгольм, где с марта по апрель 1998 года на студии Cheiron Studios с продюсерами Максом Мартином, Деннизом Попом и Рами Якубом была записана половина альбома. Вокальные партии Бритни записала на студии Cheiron Studios в марте 1998 года в Стокгольме. На этой же студии Мартин смикшировал трек. Эсбджерн Ехрвол и Йохан Карльберг играли на гитарах, на бас-гитаре был Томас Линдберг. Клавишными инструментами и программированием занимался Крюгер, а также Магнуссон. Бэк-вокалистами выступили Джанет Седерхолм, Мартином, Якуб и группа THE FANCHOIR, в которой состояли Катрин Нистром, Джанет Стенхэммэр, Джоханна Стенхэммэр, Шарлотта Бьоркман и Тереза Анкер. В мае 1999 года Мартин и Спирс на студии Battery Studios в Нью-Йорке записали новый вокал для новой версии — «The Stop! Remix», которая вошла в саундтрек фильма «Сведи меня с ума». Ремикс «(You Drive Me) Crazy» был выпущен как третий сингл с альбома …Baby One More Time 23 августа 1999.

## О песне
«(You Drive Me) Crazy»- тин-поп песня с элементами R&B и рока. Песня следует простой формуле создания, как и первый сингл певицы — «…Baby One More Time», с использованием синтезаторов и ковбелла.

## Отзывы критиков
Песня получила положительные отзывы от музыкальных критиков. Кайл Андерсон с MTV отметил, что «(You Drive Me) Crazy» «звучит подобно гимну '…Baby One More Time', с новыми гитарными партиями и даже гитарным соло. Это очень яркая песня.» Спенс Д. с IGN назвал «(You Drive Me) Crazy» «блестящим поп-трэком [Макса] Мартина», а Кэрин Ганц из Rolling Stone заявила, что «(You Drive Me) Crazy» — «будущий хит» с альбома, наряду с «From the Bottom of My Broken Heart» и «Sometimes». Музыкальный критик Уолт Мюллер писал: «Когда Спирс начинает петь песню, она похожа на Джанет Джексон». Кристи Лемайр из Ассошиэйтед Пресс отметила, что эта песня и «Stronger» являются «такими неубедительными», что они «наверное, должны быть саундтрэком к очередному сиквелу Парня-каратиста». Эван Соди с PopMatters назвал песню «слегка тупой», а Стивен Томас Эрльюин с Allmusic посчитал её «милым танцевальным поп-треком в лучших своих проявлениях.» В списке Сары Андерсон с AOL Radio «(You Drive Me) Crazy» стала девятой лучшей песней Спирс. На премии BMI Pop Awards 2001 года «(You Drive Me) Crazy» получила награду за Самую проигрываемую песню года.

## Коммерческий успех
«(You Drive Me) Crazy» имела коммерческий успех. Песня достигла 2 строчки чарта European Hot 100 Singles, от первой её отделял сингл R. Kelly «If I Could Turn Back the Hands of Time». В Великобритании песня стала третьим подряд синглом Бритни, достигшим топ-5 чарта. Песня дебютировала с 5 места 2 октября 1999 года и оставалась в чарте в течение в одиннадцати недель. С отгрузками более 200,000 копий сингл получил серебряную сертификацию BPI. Согласно The Official Charts Company, «(You Drive Me) Crazy» — седьмой самый продаваемый сингл Спирс в стране, с продажами более 275,000 копий. Песня заняла второе место в чарте Франции и четвёртое в Германии, получив золотую сертификацию в обеих странах с отгрузками более чем 250,000 копий. Сингл достиг вершины чарта Бельгии (Валлонии), став 17-м самым успешным синглом 1999 года в стране. «(You Drive Me) Crazy» также попал в топ-5 чартов Бельгии (Фландрии), Финляндии, Ирландии, Нидерландов, Норвегии, Швеции и Швейцарии и в топ-10 в Дании и Италии. В 2012 году песне удалось подняться на 65 позицию чарта Чешской Республики благодаря обширной радиоротации.
В США «(You Drive Me) Crazy» достигла десятого места в Billboard Hot 100 13 ноября 1999 года, став вторым топ-10 синглом Спирс в стране. В ту же неделю она расположилась на четвёртой позиции чарта Pop Songs. В чарте журнала RPM песня заняла третье место в Канаде, а в чарте Canadian Hot 100, на основе продаж Nielsen Soundscan, — тринадцатое. Согласно последнему, «(You Drive Me) Crazy» стал 44-м самым успешным синглом 1999 года в стране. Трек достиг пятой позиции в Новой Зеландии, но не попал в топ-10 в Австралии, где сингл занял двенадцатое место 12 ноября 1999 года. Несмотря на это, сингл получил платиновую сертификацию ARIA, и стал одним из самых успешных синглов 2000 года в стране. В Японии сингл «(You Drive Me) Crazy» провалился, достигнув лишь 80 места и оставаясь в чарте лишь две недели. Несмотря на низкие продажи, это — 12-й самый продаваемый CD-сингл Спирс в стране.

## Музыкальное видео
Как и с предыдущими двумя синглами, выпущенными с альбома «…Baby One More Time», режиссёром клипа You Drive Me Crazy выступил Найджел Дик. Спирс рассказала о концепции клипа в интервью MTV в 1999 году: «все будут здорово проводить время в клубе; мы играем таких глупых официанток, которые немного сходят с ума и начинают танцевать». В то время Спирс надеялась, что видео поднимет её «на следующий уровень». Для раскрутки фильма «Сведи меня с ума», актёры Эдриан Гренье и Мелисса Джоан Харт были приглашены на небольшие роли в видео, так как песня была включена в саундтрек фильма. Однако, Гренье не хотел участвовать в съёмках. Дик рассказал об этой проблеме: «Мне сказали позвонить ему и убедиться, что он появится в видео. Я сказал, 'Знаешь что, Эдриан, я думаю это будет плюсом для твоей карьеры, и Бритни — великая девушка, и с ней очень весело работать'. В итоге он согласился». Дик также рассказал, что был впечатлен трудовой этикой певицы, она «приехала в съемки с полностью отрепетированными сценами». Премьера клипа состоялась на шоу MTV Making the Video 18 июля 1999 года.
Съёмки клипа проходили на электростанции берега Редондо в Калифорнии. Вступительная часть видео начинается с момента, когда певица, исполняющая роль официантки в клубе, обслуживает клиентов. Направляясь в сторону камеры, певица показана в разных видах одежды, периодически меняющихся в процессе исполнения песни. Певица поднимается на сцену и исполняет песню. Хореографический номер со стулом — отсылка к классическому клипу Джанет Джексон «Miss You Much», этот номер Спирс также исполняла во время турне Crazy 2k Tour. Стиль исполнения и атмосфера напоминает стиль 50-х годов; позади певицы декорации, на одной из которых изображено слово «Сумасшедший» (англ. CRAZY), освещённое сценическими ярко-оранжевыми огнями. 24 августа 1999 года видео дебютировало с четвёртого места в списке Total Request Live. Это самый успешный клип TRL среди певиц, он оставался в топ-10 чарта в течение семидесяти трёх дней. Видео было номинировано в категории Лучшее танцевальное видео на премии MTV VMA 2000, однако награда ушла клипу Дженнифер Лопес «Waiting for Tonight». Альтернативная версия клипа с новыми кадрами была представлена на видео-альбоме Greatest Hits: My Prerogative. Дженнифер Виньярд с MTV прокомментировала эту версию: «дополнительная аудиодорожка дает чувство объемности звука за счёт наложение одного слоя вокала на другой».

## Выступления и кавер-версии
В рамках промокампании нового сингла Бритни исполнила «(You Drive Me) Crazy» на премиях Billboard Music Awards и MTV Europe Music Awards 1999 года. Она также выступала с песней во время пяти её мировых турне, первым из которых был ...Baby One More Time Tour. Шоу начиналось с танцевальной интерлюдии от танцоров Спирс. Вскоре Бритни в ярко-розовом топе и белых брюках появлялась на лестнице. В 2000 году во время второй части турне, Crazy 2k Tour, Спирс изменила начало шоу; выступление начиналось с небольшого номера: танцоры прятались в школьных шкафчиках и выходили только со звуком звонка. Они все сидят, пока голос учительницы называет их имена. После того, как она произносит имя Спирс, Бритни появлялась наверху лестницы в топе и белых брюках и исполняла отрывок танцевального ремикса «…Baby One More Time». Потом она забиралась в один из шкафчиков и оказывалась на другой стороне сцены, после чего шло исполнение «(You Drive Me) Crazy». В номере вновь был использован хореографический номер со стулом — отсылка к «Miss You Much» Джанет Джексон. В конце номера она спрашивала: «Is that the end?» — также ссылка на клип Джексон. Вновь песня была исполнена в танцевальной форме во время турне Oops!... I Did It Again Tour, а в шоу Dream Within a Dream Tour в номере на песню Бритни связывали её танцоры. Бритни выступала с новой латинской версией «(You Drive Me) Crazy» во время The Onyx Hotel Tour. В течение следующих девяти лет Спирс не исполняла песню, однако в 2013 году она была включена в сет-лист её шоу Britney: Piece of Me.
В 2003 году американский музыкант Ричард Чиз записал кавер-версию «(You Drive Me) Crazy» в стиле джаз, песня вошла в его альбом Tuxicity. Американская поп-группа Selena Gomez & the Scene исполняли посвящённый Спирс номер во время их тура 2011 года We Own the Night Tour. Во время выступления они исполняли попурри из песен «…Baby One More Time», «Oops!… I Did It Again», «I'm a Slave 4 U», «Toxic» и «Hold It Against Me», смикшированных наподобие ремикса Chris Cox Megamix с альбома Greatest Hits: My Prerogative. В эпизоде «Britney 2.0» сериала Хор, персонажи Марли Роуз и Джейка Пакермена спели этот трек в миксе с песней Aerosmith «Crazy».

## Список композиций
| - Европейский CD-сингл 1. «(You Drive Me) Crazy» [The Stop Remix!] — 3:16 2. «(You Drive Me) Crazy» [The Stop Remix!] {Instrumental} — 3:16 - Австралийский и европейский CD-макси-сингл 1. «(You Drive Me) Crazy» [The Stop Remix!] — 3:16 2. «(You Drive Me) Crazy» [The Stop Remix!] {Instrumental} — 3:16 3. «I’ll Never Stop Loving You» — 3:41 - Японский CD-макси-сингл 1. «(You Drive Me) Crazy» [The Stop Remix!] — 3:20 2. «I’ll Never Stop Loving You» — 3:44 3. «…Baby One More Time» (Davidson Ospina Chronicles Dub) — 6:34 4. «Sometimes» (Soul Solution Drum Dub) — 3:32 5. «(You Drive Me) Crazy» [The Stop Remix!] {Instrumental} — 3:19 6. «Sometimes» (Thunderpuss 2000 Mix) — 8:03 | - Британский CD-макси-сингл 1. «(You Drive Me) Crazy» [The Stop Remix!] — 3:16 2. «(You Drive Me) Crazy» [Spacedust Dark Dub] — 9:15 3. «(You Drive Me) Crazy» [Spacedust Club Mix] — 7:20 - Кассетный сингл 1. «(You Drive Me) Crazy» [The Stop Remix!] — 3:16 2. «I’ll Never Stop Loving You» — 3:41 - Грампластинка 1. «(You Drive Me) Crazy» [The Stop Remix] — 3:16 2. «(You Drive Me) Crazy» [Jazzy Jim’s Hip-Hop Mix] — 3:40 3. «(You Drive Me) Crazy» [LP Version] — 3:17 4. «(You Drive Me) Crazy» [Pimp Juice’s Souled Out 4 Tha Suits Vocal Mix] — 6:30 5. «(You Drive Me) Crazy» [Mike Ski Dub] — 6:31 |

## Ремиксы/Официальные версии
- Album Version (03:17)
- The Stop Remix! (03:16)
- The Stop Remix! (Instrumental) (03:16)
- Jazzy Jim’s Hip-Hop Mix (03:40)
- Jazzy Jim’s Hip-Hop Bonus Beats (03:36)
- Pimp Juice’s Souled Out 4 Tha Suits Vocal Mix (06:30)
- Pimp Juice’s «Donkey Punch» Dub (07:10)
- Spacedust Club Mix (07:20)
- Spacedust Dark Dub (09:15)
- Spacedust Pop Vocal Mix (08:00)
- Mike Ski’s Dub (08:24)
- Mike Ski’s Horn Build (03:03)
- The Rascal Dub (06:16)
- Johnick Dub (06:31)
- Lenny Bertoldo X Club Mix (06:58)
- Lenny Bertoldo X Radio Mix (03:18)
- …Baby One More Time/Crazy Medley (live at Billboard Awards 1999)

## Участники записи
- Песня записана на студии Cheiron Studios в Стокгольме.
- Дополнительные вокальные партии записаны на студии Battery Studios в Нью-Йорке.

| - Бритни Спирс — вокал - Йорген Элофссон — автор - Дэвид Крюгер — продюсер, клавишные инструменты, программирование - Пер Магнуссон — продюсер, клавишные инструменты - Джанет Седерхолм — бэк-вокал - Эсбьерн Эрваль — гитара | - Йохан Карльберг — гитара - Эсбджерн Ехрвол — бас-гитара - Макс Мартин — микширование, бэк-вокал, продюсер - Рами Якуб — бэк-вокал - The Fanchoir — бэк-вокал - Том Койн — мастеринг |

## Чарты и сертификации
| Чарт (1999—2000)                    | Высшая позиция |
| ----------------------------------- | -------------- |
| Австралия (ARIA)                    | 12             |
| Австрия (O3 Austria Top 40)         | 10             |
| Бельгия (Ultratop 50 Flanders)      | 3              |
| Бельгия (Ultratop 50 Wallonia)      | 1              |
| Канада (Nielsen SoundScan)          | 13             |
| Канада (RPM Singles Chart)          | 3              |
| Дания (Tracklisten)                 | 9              |
| Европа (Music & Media)              | 2              |
| Финляндия (Suomen virallinen lista) | 3              |
| Франция (SNEP)                      | 2              |
| Германия (Media Control AG)         | 4              |
| Ирландия (IRMA)                     | 3              |
| Италия (FIMI)                       | 9              |
| Япония (Oricon)                     | 80             |
| Нидерланды (Dutch Top 40)           | 2              |
| Новая Зеландия (Recorded Music NZ)  | 5              |
| Норвегия (VG-lista)                 | 2              |
| Испания (PROMUSICAE)                | 14             |
| Швеция (Sverigetopplistan)          | 2              |
| Швейцария (Schweizer Hitparade)     | 4              |
| Великобритания (UK Singles Chart)   | 5              |
| США (Billboard Hot 100)             | 10             |
| США (Billboard Mainstream Top 40)   | 4              |

| Чарт (2012)  | Высшая позиция |
| ------------ | -------------- |
| Чехия (IFPI) | 65             |

| Чарт (1999)        | Место |
| ------------------ | ----- |
| Бельгия (Фландрия) | 27    |
| Бельгия (Валлония) | 17    |
| Канада             | 44    |
| Канада             | 46    |

| Чарт (2000)    | Место |
| -------------- | ----- |
| Австралия      | 41    |
| Франция        | 63    |
| Германия       | 37    |
| Новая Зеландия | 35    |
| Швеция         | 20    |
| Швейцария      | 36    |

## Сертификации
| Регион | Сертификация | Продажи   |
| --- | ------------ | --------- |
| Австралия (ARIA) | Платиновый   | 70 000^   |
| Бельгия (BEA) | Платиновый   | 50 000*   |
| Франция (SNEP) | Золотой      | 250 000*  |
| Германия (BVMI) | Золотой      | 250 000^  |
| Новая Зеландия (RMNZ) | Золотой      | 5000*     |
| Швеция (GLF) | Платиновый   | 30 000^   |
| Великобритания (BPI) | Золотой      | 400 000   |
| США (RIAA) | Платиновый   | 1 000 000 |
| * Данные о продажах приведены только на основе сертификации. · ^ Данные о тиражах приведены только на основе сертификации. · Данные о продажах + прослушиваниях приведены только на основе сертификации. |              |           |

## История релиза
| Страна    | Дата              | Формат    | Лейбл |
| --------- | ----------------- | --------- | ----- |
| Австрия   | 13 сентября, 1999 | CD-сингл  | Sony  |
| Германия  | 13 сентября, 1999 | CD-сингл  | Sony  |
| Швейцария | 13 сентября, 1999 | CD-сингл  | Sony  |
| США       | 28 сентября, 1999 | 12" винил | Jive  |
| Япония    | 29 сентября, 1999 | CD-сингл  | Sony  |